# Schweizerische Gesellschaft für Psychiatrie und Psychotherapie
Die Schweizerische Gesellschaft für Psychiatrie und Psychotherapie (SGPP) ist der nationale Fachverband der Schweiz zur Förderung der Psychiatrie und der Psychotherapie. Die SGPP ist Mitglied der Verbindung der Schweizer Ärztinnen und Ärzte und der World Psychiatric Association. Ihr Sitz ist in Bern.
Die Schweizerische Gesellschaft für Psychiatrie ging 1895 aus dem 1864 gegründeten Verein schweizerischer Irrenärzte hervor.